# Lagune Concepción
La laguna Concepción est située dans la province de Chiquitos du département de Santa Cruz, en Bolivie.

## Description
Il s'agit d'un lac dont le fond est tapissé de sable blanc, et de marécages connexes. Elle est entourée d'une surface plane de bois et de broussailles au drainage déficient. Elle mesure 25 km de long sur 10 km de large et a une superficie d'approximativement 200 km².
Il semble que ce soit un lac tectonique. Le plan d'eau se trouve à 255 mètres d'altitude.

## Voie d'accès
La laguna Concepción se trouve à 150 km à l'est de la ville de Santa Cruz.
Elle est située tout près de la Serranía Chiquitana, qui est constituée d'une série d'élévations modestes, fréquentes dans le Chaco bolivien. Elle se trouve aussi à 25 km de la localité de Quimome, où passe et s'arrête le train "Santa Cruz - Puerto Suárez - Brésil", ce qui facilite l'accès aux touristes en quête de randonnées.

## Hydrologie
Elle est alimentée par des infiltrations issues de la dépression marécageuse nommée Bañados del Izozog, et par le río Quimome, lui-même émissaire des Bañados del Izozog. Son émissaire est le río San Julián encore nommé río San Miguel, qui prend ensuite le nom de rio San Pablo, puis de  río Itonamas, avant de confluer avec le rio Guaporé (ou Itenez) en rive gauche. Elle fait donc partie de la chaîne longue de 1 700 km qui commence avec le río Parapetí jusqu'au río Guaporé, sous-affluent de l'Amazone. Cette chaîne est plus longue que le rio Guaporé lui-même (1 530 km).

## Écologie
La laguna Conceptión a été déclarée site Ramsar  le 6 mai 2002, sur une superficie de 31 124 hectares.